# Cape Air
Cape Air — регіональна авіакомпанія Сполучених Штатів Америки зі штаб-квартирою в Муніципальному аеропорту Барнстебл (Массачусетс), що знаходиться у власності керуючій компанії Hyannis Air Service, Inc..
Cape Air виконує регулярні пасажирські перевезення в міста північно-східної частини США, Флориди, Карибського басейну, штатів Середньої Атлантики і Мікронезії, причому рейси в Мікронезію і Флориду виконуються в рамках код-шерінгової угоди Continental Connection авіакомпанії Continental Airlines. Рейси між містами Хаянніс і Нантакет (Массачусетс) забезпечує місцева авіакомпанія Nantucket Airlines, яка є дочірньою компанією Cape Air.

## Історія
Авіакомпанія була утворена в 1989 році пілотом Деном Вольфом (англ. Dan Wolf) і кількома його друзями. Спочатку були відкриті рейси між містами Провіденстаун і Бостон (Массачусетс), на початку 1990-х років були додані нові маршрути по всій південно-східній частині Нової Англії, в кінці 1990-х років відкрилися рейси у Флориду та на Карибські острови, а в 2004 році — в Мікронезію. В 1994 році відбулося злиття Cape Air і Nantucket Airlines і в даний час об'єднана авіакомпанія здійснює польоти між містами Нантакет і Хаянніс з щогодинною регулярністю.
В кінці 2007 року Cape Air почала черговий етап розширення своєї маршрутної мережі з орієнтацією на північно-східну частину країни і штати Середнього Заходу. 1 листопада 2007 року авіакомпанія відкрила рейс між Бостоном і Ратлендом (Вермонт) з періодичність польотів три рази на добу. Даний маршрут субсидується урядом США в рамках Федеральної програми Сполучених Штатів Essential Air Service (EAS) щодо забезпечення повітряного сполучення між невеликими населеними пунктами країни
13 листопада 2007 року при урядовій підтримці Cape Air розширила напрям польотів в Індіану, запустивши регулярні рейси з Індіанаполіса в Evansville і Саут-Бенд. В процесі експлуатації даних рейсів авіакомпанія не набирала необхідної кількості пасажирів, необхідного для окупності польотів, і 31 серпня 2008 року рейси в Індіані були закриті.
На початку 2008 року після несподіваного банкрутства Big Sky Airlines, партнера авіакомпанії Delta Air Lines за програмою Delta Connection, Cape Air відкриває регулярні маршрути з Бостона в Платтсбург і Саранак-Лейк (Нью-Йорк). Рейси виконуються три рази в день в рамках Федеральної програми Essential Air Service (EAS).

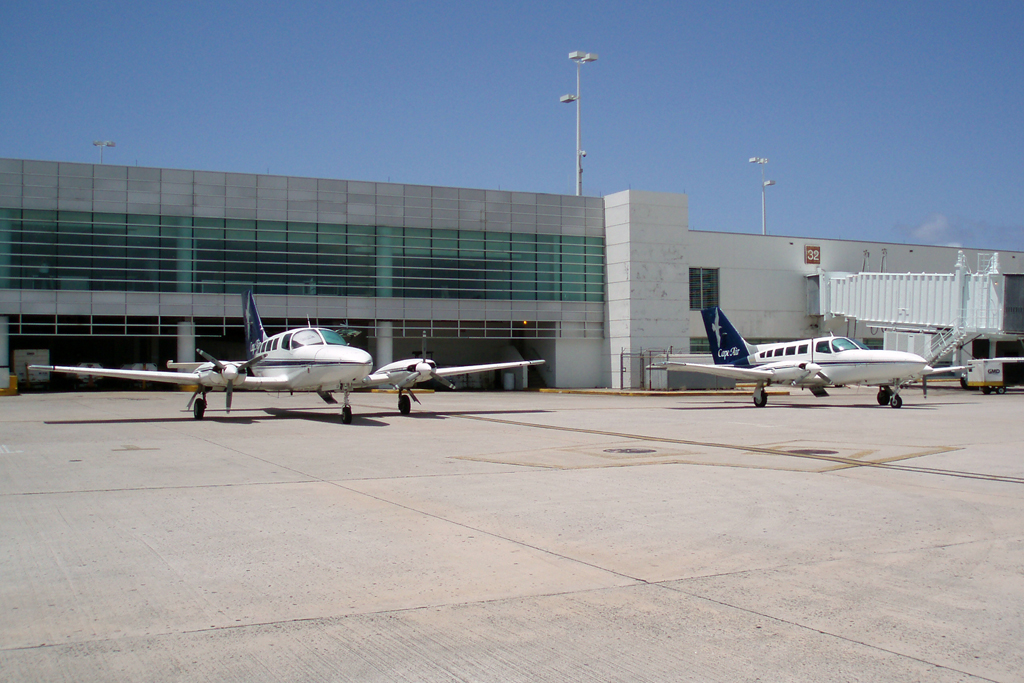
Дві «Сессни-402С» Cape Air в аеропорту Сан-Хуан

Авіакомпанія продовжує розширення своєї маршрутної мережі в Нью-Йорку в рамках програми EAS, відкривши нові рейси з Олбані в Уотертаун, Огденсбург і Массену. 1 листопада 2008 року Cape Air відкрилося повітряне сполучення з Бостона у Рокленд (Мен) і Ліван (Нью-Гемпшир). Авіакомпанія придбала чотири нових літака Cessna 402 для забезпечення зростаючих обсягів перевезень.
Cape Air також зробила спробу вийти на ринок пасажирських перевезень західного узбережжя і подала заявку в мерію Ньюпорта з метою одержання субсидій на рейси між Ньюпортом і Портлендом в штаті Орегон. Рішення за заявками було прийнято на користь іншої місцевої авіакомпанії, проте керівництво Cape Air сподівається на позитивне рішення на свою користь ще до 2010 року.
Авіакомпанія також працює на ринку штатів Середньоатлантичного регіону, виконуючи рейси з Міжнародного аеропорту Балтімор/Вашингтон імені Таргуда Маршалла в Регіональний аеропорт Хагерстаун і Аеропорт Ланкастер. Керівництво компанії проводить переговори з керуючим корпусом аеропорту Піттсбурга з метою відкриття нових рейсів з Міжнародного аеропорту Піттсбурга в Регіональний аеропорт імені Арнольда Палмера (Летроуб, штат Пенсільванія) і Міжнародний аеропорт Ері (Ері, штат Пенсильванія).
Cape Air є одним з найбільших регіональних авіаперевізників Сполучених Штатів. У 2007 році рейсами авіакомпанії скористалося понад 650 тисяч осіб. Cape Air постійно розширює свою маршрутну мережу польотів і в даний час виконує близько 550 щоденних рейсів на день з 29 пунктів призначення.

## Маршрутна мережа

### Партнерські угоди

#### Continental Airlines
Всі пасажирські перевезення авіакомпанії у Флориді і Мікронезії здійснюються під торговою маркою (брендом) Continental Connection магістральної авіакомпанії Continental Airlines. Cape Air виконує рейси в міста країн Карибського басейну за код-шерінговою угодою з Continental Airlines, не використовуючи при цьому бренд Continental Connection.

#### JetBlue
З лютого 2007 року Cape Air має код-шерінгову угоду з авіакомпанією JetBlue, в рамках якого здійснюються польоти з Міжнародного аеропорту Логан в Бостоні на півострів Кейп-Код і прилеглі острови. Дана угода дозволяє клієнтам Cape Air і JetBlue купувати квитки на рейси обох авіакомпаній з нарахуванням усіх бонусів за програмами заохочення часто літаючих пасажирів, а також реєструвати і отримувати свій багаж в одній пасажирської зоні Міжнародного аеропорту Логан.

## Флот авіакомпанії
Станом на жовтень 2016 року авіакомпанія експлуатує повітряний флот з 91 літаків: